# Kanoun-e-Banovan
Kanoun-e-Banovan ('Ladies’ Center') var en organisation för kvinnors rättigheter i Iran som grundades den 14 oktober 1935 under shahen Reza Pahlavi och som spelade en viktig roll i Kashf-e hejāb-reformen mot obligatorisk hijab.

## Historia
Mellan 27 november och 2 december 1932 hölls den internationella kvinnokongressen Second Congress of Eastern Women (Dovvomīn Kongera-ye zanān-e šarq) i Teheran av Irans ledande kvinnoorganisation Jam'iyat-e Nesvan-e Vatankhah med stöd och uppmuntran från den kungliga regimen. Shahen stödde kvinnors rättigheter och frigörelse som en del av sitt radikala moderniseringsprogram, men det var samtidigt en politisk fråga, som shahen därför ville ha kontroll över själv. När kongressen avslutades, upplöstes därför Jam'iyat-e Nesvan-e Vatankhah, som dittills hade lett kvinnorörelsen i Iran. 
Shahen planerade kvinnors frigörelse i form av avskaffandet av slöjan, reformen kallad Kashf-e hejāb, efter ett besök i Turkiet 1934. År 1935 kallade utbildningsministern ʿAlī-Aṣḡar Ḥekmat till sig Irans ledande kvinnorättsaktivister och erbjöd dem att grunda en ny kvinnoförening med statligt stöd, Kanoun-e-Banovan, som grundades 14 oktober 1935. Ḥājar Tarbīat blev dess ordförande, och Afšār, Dawlatābādī, Pārsā, Arḡūn, Parvīn Eʿteṣāmī, Aḵtar Kāmbaḵš, Tāj-al-Molūk Ḥekmat, Eṣmat-al-Molūk Dawlatdād, Šams-al-Molūk Jawāher-kalām, Faḵr-al-Zamān Ḡaffārī Bāyandor, Parī Ḥosām Šahīdī och Badr-al-Molūk Bāmdād och Sediqeh Dowlatabadi tillhörde dess ledamöter.  
Kanoun-e-Banovan drev en kampanj till stöd för avskaffande av obligatorisk slöja, och dess medlemmar deltog i dess möten obeslöjade. Den 7 januari 1936 lanserade shahen officiellt sin kampanj Kashf-e hejāb, då han fick sin hustru och döttrar att visa sig offentligt utan slöja och sedan förbjöd slöjan. Det var en av Reza Shahs mest kontroversiella reformer, och stöddes av Kanoun-e-Banovan, som vars dess aktiva talorgan. Irans konservativa majoritet motsatte sig reformen, men avskaffandet av slöjtvånget välkomnades av Irans bildade urbana över- och medelklasselit, en kategori som föreningens medlemmar också tillhörde.[källa behövs]
1937 omvandlades Kanoun-e-Banovan från en kvinnoförening till ett institut för utbildning välfärd, med ordföranden som dess direktör. Kanoun-e-Banovan spelade en viktig roll för att inkorporera kvinnorörelsen i den iranska staten och ge den trygghet att fortsätta verka under shaheran.
År 1959 sammansmälte samtliga Irans kvinnoföreningar under paraplyorganisationen High Council of Women's Organizations of Iran, som 1966 omvandlades till en enda kvinnoförening, Women's Organization of Iran, som var en statlig kvinnoförening som skötte regimens policy kring kvinnofrågor. 